# Albero II. von Polheim
Albero II. von Polheim (* um 1200; † 1253) war der erste Landrichter von Österreich ob der Enns.

## Leben und Wirken
Albero II. von Polheim entstammt dem Adelsgeschlecht der Pol(l)heimer, von dem sich zu Beginn des 12. Jahrhunderts in den Urkunden erste Erwähnungen finden. Er war der Sohn des Ulrich von Polheim zu Seisenburg und der Euphemia von Messenbach. Vermutlich stand er beim Tod seines Vaters um das Jahr 1220 bereits im öffentlichen Leben.
Die erste gesicherte Nennung von Albero findet man in der Wilheringer Urkunde vom 19. Juni 1206, in der „Albero de Pollinheim“ als Zeuge erwähnt wird. Um 1220 scheint Albero in mehreren babenbergischen Urkunden jeweils als Zeuge bei verschiedenen Schenkungen auf. 1224 wird er von Leopold VI. als Schiedsrichter bei Streitigkeiten mit dem Erzbischof Eberhard II. von Salzburg eingesetzt.
Unter Kaiser Friedrich II. erhielt Albero verschiedene Aufträge als Richter und wird schließlich um 1236 zum Verwalter für das Gebiet des Landes ob der Enns ernannt. Bis Februar 1253 findet man Albero II. sowohl als Zeuge als auch als Richter in vielen Urkunden. Am 20. Februar 1237 wurde dabei auch der Begriff „iudex provincialis“ verwendet, der ursprünglich nur die niederen Landrichter bezeichnete. Albero starb vermutlich im Jahr 1253, da seine Söhne Albero und Weikhard für das Seelenheil ihres Vaters einen Hof verschenken. Er liegt im Stift Wilhering begraben.